# قلندرية

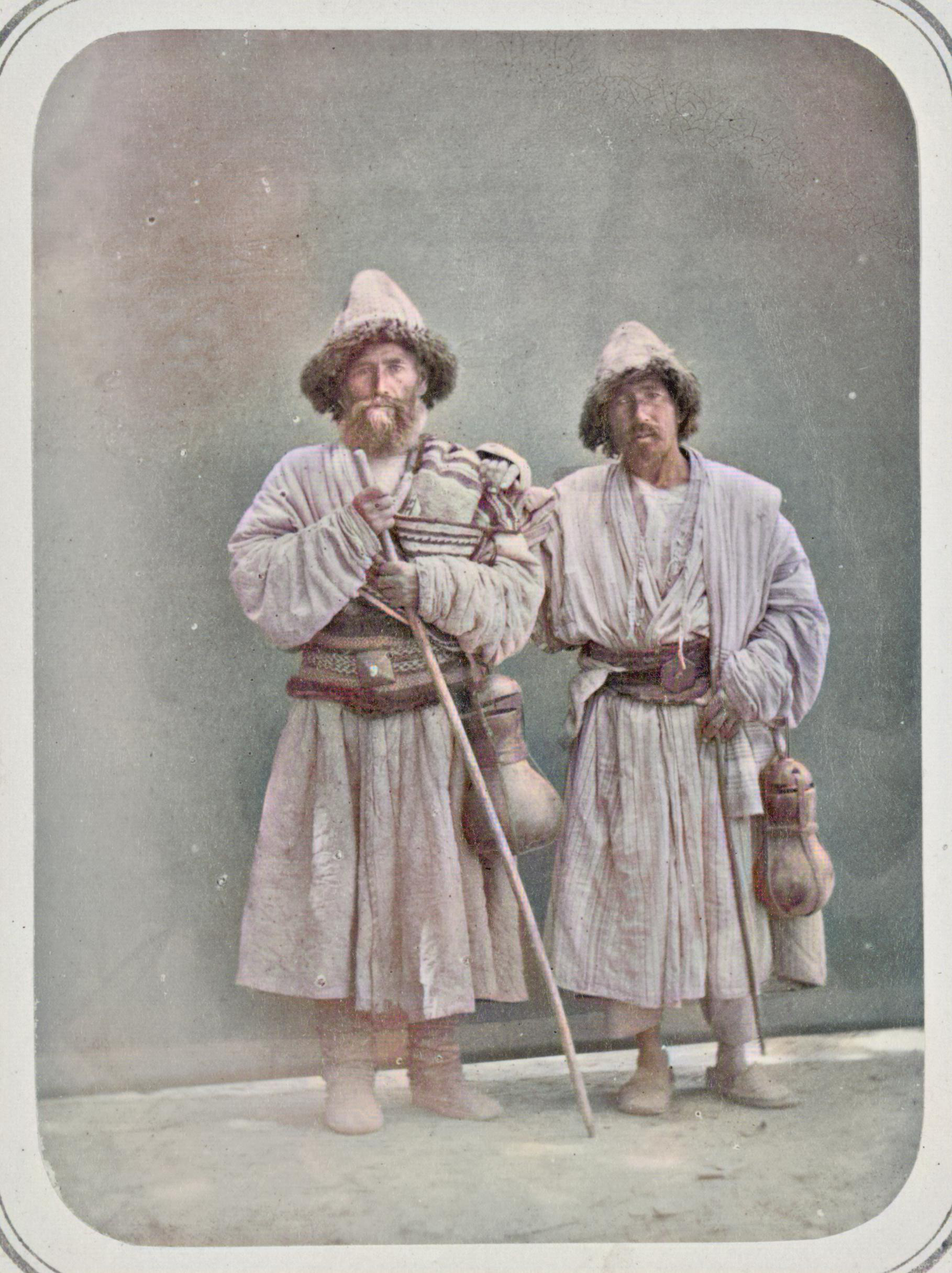

القَلَنْدريَّة هي طريقة صوفية، تُنْسَب إلى قلندر يوسف، قيل أنه أندلسي هاجر إلى المشرق.

## الإسم
جاء في «معجم الألفاظ التاريخية» أن القلندرية «كلمة أعجمية بمعنى المحلقين». وجاء في كشاف اصطلاحات الفنون أن قلندر تعني عند الصوفية: «الرجل الذي هو من أهل الترك والتجريد، وقد تجاوز عن اللذائذ البشرية». وفي «كنز لغات» أن قلندر تعني: «درويش من طريقة القلندرية».
وفي «فرهنك جهانكيري»: «قَلَنْدَرْ: بالفتح عبارة عن شخص تجرّد عن نفسه وعن الأشكال البشرية والأشكال العادية والأعلام التي لا سعادة فيها حتى صار من أهل الصفاء وترقّى إلى مرتبة الروح».

## الطريقة
يعتقد أن الطريقة القَلَنْدريَّة ظهرت لأول مرة في دمشق سنة 610 هـ، وهي طريقة منتشرة في الهند، نشرها الشيخ قطب الدين العمري الجونبوري. وكان لهم عدة زوايا في الشام ومصر، كانت تسمى القلندر خانة.

ومن طقوس هذه الطائفة أنهم يحلقون رؤوسهم ولحاهم وشواربهم وحواجبهم، ويهيمون دائما على وجوههم.